# Tour de Abu Dhabi 2018
La 4.ª edición del Tour de Abu Dhabi, fue una carrera de ciclismo en ruta por etapas que se realizó entre el 21 y el 25 de febrero de 2018 en los Emiratos Árabes Unidos con inicio y final en la ciudad de Abu Dabi sobre un recorrido de 686,8 km.
La carrera forma parte del UCI WorldTour 2018, calendario ciclístico de máximo nivel mundial, siendo la tercera carrera de dicho circuito.
La carrera fue ganada por el corredor español Alejandro Valverde del equipo Movistar Team, en segundo lugar Wilco Kelderman (Team Sunweb) y en tercer lugar Miguel Ángel López (Astana).

## Equipos participantes
Tomaron parte en la carrera 20 equipos: 17 de categoría UCI WorldTeam; y 3 de categoría Continental. Formando así un pelotón de 139 ciclistas de los que acabaron 132. Los equipos participantes fueron:
| WorldTeams (17)- AG2R La Mondiale - Astana - Bahrain-Merida - BMC Racing Team - Bora-Hansgrohe - Dimension Data - EF Education First-Drapac p/b Cannondale - Katusha-Alpecin - Lotto NL-Jumbo - Lotto Soudal - Mitchelton-Scott - Movistar Team - Quick-Step Floors - Sky - Team Sunweb - Trek-Segafredo - UAE Team Emirates Equipos continentales profesionales (3)- Bardiani CSF - Gazprom-RusVelo - Team Novo Nordisk |
| |

## Recorrido
El Tour de Abu Dhabi dispuso de cinco etapas para un recorrido total de 686,8 kilómetros, dividido en una etapa de media montaña, tres etapas llanas y una contrarreloj individual.
| Etapa     | Fecha     | Recorrido                           | type                    | Distancia (km) | Ganador            | Líder              |
| --------- | --------- | ----------------------------------- | ----------------------- | -------------- | ------------------ | ------------------ |
| 1.ª etapa | 21 de feb | Madinat Zayed – Adnoc School        | etapa llana             | 189            | Alexander Kristoff | Alexander Kristoff |
| 2.ª etapa | 22 de feb | Abu Dhabi – Abu Dhabi               | etapa llana             | 154            | Elia Viviani       | Elia Viviani       |
| 3.ª etapa | 23 de feb | Nation Towers – Abu Dhabi           | etapa llana             | 133            | Phil Bauhaus       | Elia Viviani       |
| 4.ª etapa | 24 de feb | Al Maryah Island – Al Maryah Island | contrarreloj individual | 12,6           | Rohan Dennis       | Rohan Dennis       |
| 5.ª etapa | 25 de feb | Qasr Al Muwaiji – Jabal Hafit       | etapa de media montaña  | 199            | Alejandro Valverde | Alejandro Valverde |

## Desarrollo de la carrera

### 1.ª etapa
| Madinat Zayed - Adnoc School | etapa llana | (189 km) |

| \| Clasificación de la etapa \| Clasificación de la etapa \| Clasificación de la etapa \| Clasificación de la etapa \| Clasificación de la etapa \| \| Ciclista \| Ciclista \| Equipo \| Tiempo \| \| \| ------------------------- \| ------------------------- \| ------------------------- \| ------------------------- \| ------------------------- \| \| 1.º \| Alexander Kristoff \| UAE Team Emirates \| 4 h 48 min 24 s \| \| \| 2.º \| Andrea Guardini \| Bardiani CSF \| + 0 s \| \| \| 3.º \| Caleb Ewan \| Mitchelton-Scott \| + 0 s \| \| \| 4.º \| Elia Viviani \| Quick-Step Floors \| + 0 s \| \| \| 5.º \| Daniel McLay \| EF Education First-Drapac \| + 0 s \| \| \| 6.º \| Niccolò Bonifazio \| Bahrain-Merida \| + 0 s \| \| \| 7.º \| Michael Bresciani \| Bardiani CSF \| + 0 s \| \| \| 8.º \| Danny van Poppel \| LottoNL-Jumbo \| + 0 s \| \| \| 9.º \| Rudy Barbier \| AG2R La Mondiale \| + 0 s \| \| \| 10.º \| André Greipel \| Lotto-Soudal \| + 0 s \| \| |                    |                           |                 |
| |                    |                           |                 |
| |                    |                           |                 |
| Clasificación de la etapa |                    |                           |                 |
| Ciclista | Ciclista           | Equipo                    | Tiempo          |
| 1.º | Alexander Kristoff | UAE Team Emirates         | 4 h 48 min 24 s |
| 2.º | Andrea Guardini    | Bardiani CSF              | + 0 s           |
| 3.º | Caleb Ewan         | Mitchelton-Scott          | + 0 s           |
| 4.º | Elia Viviani       | Quick-Step Floors         | + 0 s           |
| 5.º | Daniel McLay       | EF Education First-Drapac | + 0 s           |
| 6.º | Niccolò Bonifazio  | Bahrain-Merida            | + 0 s           |
| 7.º | Michael Bresciani  | Bardiani CSF              | + 0 s           |
| 8.º | Danny van Poppel   | LottoNL-Jumbo             | + 0 s           |
| 9.º | Rudy Barbier       | AG2R La Mondiale          | + 0 s           |
| 10.º | André Greipel      | Lotto-Soudal              | + 0 s           |

| \| Clasificación general \| Clasificación general \| Clasificación general \| Clasificación general \| Clasificación general \| \| Ciclista \| Ciclista \| Equipo \| Tiempo \| \| \| --------------------- \| --------------------- \| ------------------------- \| --------------------- \| --------------------- \| \| 1.º \| Alexander Kristoff \| UAE Team Emirates \| 4 h 48 min 14 s \| \| \| 2.º \| Andrea Guardini \| Bardiani CSF \| + 4 s \| \| \| 3.º \| Caleb Ewan \| Mitchelton-Scott \| + 6 s \| \| \| 4.º \| Nikolái Trusov \| Gazprom-RusVelo \| + 6 s \| \| \| 5.º \| Vincenzo Albanese \| Bardiani CSF \| + 6 s \| \| \| 6.º \| Toms Skujiņš \| Trek-Segafredo \| + 7 s \| \| \| 7.º \| Damiano Caruso \| BMC Racing Team \| + 9 s \| \| \| 8.º \| Elia Viviani \| Quick-Step Floors \| + 10 s \| \| \| 9.º \| Daniel McLay \| EF Education First-Drapac \| + 10 s \| \| \| 10.º \| Niccolò Bonifazio \| Bahrain-Merida \| + 10 s \| \| |                    |                           |                 |
| |                    |                           |                 |
| |                    |                           |                 |
| Clasificación general |                    |                           |                 |
| Ciclista | Ciclista           | Equipo                    | Tiempo          |
| 1.º | Alexander Kristoff | UAE Team Emirates         | 4 h 48 min 14 s |
| 2.º | Andrea Guardini    | Bardiani CSF              | + 4 s           |
| 3.º | Caleb Ewan         | Mitchelton-Scott          | + 6 s           |
| 4.º | Nikolái Trusov     | Gazprom-RusVelo           | + 6 s           |
| 5.º | Vincenzo Albanese  | Bardiani CSF              | + 6 s           |
| 6.º | Toms Skujiņš       | Trek-Segafredo            | + 7 s           |
| 7.º | Damiano Caruso     | BMC Racing Team           | + 9 s           |
| 8.º | Elia Viviani       | Quick-Step Floors         | + 10 s          |
| 9.º | Daniel McLay       | EF Education First-Drapac | + 10 s          |
| 10.º | Niccolò Bonifazio  | Bahrain-Merida            | + 10 s          |

### 2.ª etapa
| Abu Dhabi - Abu Dhabi | etapa llana | (154 km) |

| \| Clasificación de la etapa \| Clasificación de la etapa \| Clasificación de la etapa \| Clasificación de la etapa \| Clasificación de la etapa \| \| Ciclista \| Ciclista \| Equipo \| Tiempo \| \| \| ------------------------- \| ------------------------- \| ------------------------- \| ------------------------- \| ------------------------- \| \| 1.º \| Elia Viviani \| Quick-Step Floors \| 3 h 15 min 30 s \| \| \| 2.º \| Danny van Poppel \| LottoNL-Jumbo \| + 0 s \| \| \| 3.º \| Pascal Ackermann \| Bora-Hansgrohe \| + 0 s \| \| \| 4.º \| Kristoffer Halvorsen \| Team Sky \| + 0 s \| \| \| 5.º \| Caleb Ewan \| Mitchelton-Scott \| + 0 s \| \| \| 6.º \| Phil Bauhaus \| Team Sunweb \| + 0 s \| \| \| 7.º \| Alexander Kristoff \| UAE Team Emirates \| + 0 s \| \| \| 8.º \| Niccolò Bonifazio \| Bahrain-Merida \| + 0 s \| \| \| 9.º \| Rudy Barbier \| AG2R La Mondiale \| + 0 s \| \| \| 10.º \| Mark Renshaw \| Dimension Data \| + 0 s \| \| |                      |                   |                 |
| |                      |                   |                 |
| |                      |                   |                 |
| Clasificación de la etapa |                      |                   |                 |
| Ciclista | Ciclista             | Equipo            | Tiempo          |
| 1.º | Elia Viviani         | Quick-Step Floors | 3 h 15 min 30 s |
| 2.º | Danny van Poppel     | LottoNL-Jumbo     | + 0 s           |
| 3.º | Pascal Ackermann     | Bora-Hansgrohe    | + 0 s           |
| 4.º | Kristoffer Halvorsen | Team Sky          | + 0 s           |
| 5.º | Caleb Ewan           | Mitchelton-Scott  | + 0 s           |
| 6.º | Phil Bauhaus         | Team Sunweb       | + 0 s           |
| 7.º | Alexander Kristoff   | UAE Team Emirates | + 0 s           |
| 8.º | Niccolò Bonifazio    | Bahrain-Merida    | + 0 s           |
| 9.º | Rudy Barbier         | AG2R La Mondiale  | + 0 s           |
| 10.º | Mark Renshaw         | Dimension Data    | + 0 s           |

| \| Clasificación general \| Clasificación general \| Clasificación general \| Clasificación general \| Clasificación general \| \| Ciclista \| Ciclista \| Equipo \| Tiempo \| \| \| --------------------- \| --------------------- \| --------------------- \| --------------------- \| --------------------- \| \| 1.º \| Elia Viviani \| Quick-Step Floors \| 8 h 03 min 44 s \| \| \| 2.º \| Alexander Kristoff \| UAE Team Emirates \| + 0 s \| \| \| 3.º \| Danny van Poppel \| LottoNL-Jumbo \| + 4 s \| \| \| 4.º \| Caleb Ewan \| Mitchelton-Scott \| + 6 s \| \| \| 5.º \| Pascal Ackermann \| Bora-Hansgrohe \| + 6 s \| \| \| 6.º \| Alejandro Valverde \| Movistar Team \| + 7 s \| \| \| 7.º \| Toms Skujiņš \| Trek-Segafredo \| + 7 s \| \| \| 8.º \| Alessandro Tonelli \| Bardiani CSF \| + 7 s \| \| \| 9.º \| Mark Renshaw \| Dimension Data \| + 8 s \| \| \| 10.º \| José Joaquín Rojas \| Movistar Team \| + 9 s \| \| |                    |                   |                 |
| |                    |                   |                 |
| |                    |                   |                 |
| Clasificación general |                    |                   |                 |
| Ciclista | Ciclista           | Equipo            | Tiempo          |
| 1.º | Elia Viviani       | Quick-Step Floors | 8 h 03 min 44 s |
| 2.º | Alexander Kristoff | UAE Team Emirates | + 0 s           |
| 3.º | Danny van Poppel   | LottoNL-Jumbo     | + 4 s           |
| 4.º | Caleb Ewan         | Mitchelton-Scott  | + 6 s           |
| 5.º | Pascal Ackermann   | Bora-Hansgrohe    | + 6 s           |
| 6.º | Alejandro Valverde | Movistar Team     | + 7 s           |
| 7.º | Toms Skujiņš       | Trek-Segafredo    | + 7 s           |
| 8.º | Alessandro Tonelli | Bardiani CSF      | + 7 s           |
| 9.º | Mark Renshaw       | Dimension Data    | + 8 s           |
| 10.º | José Joaquín Rojas | Movistar Team     | + 9 s           |

### 3.ª etapa
| Nation Towers - Abu Dhabi | etapa llana | (133 km) |

| \| Clasificación de la etapa \| Clasificación de la etapa \| Clasificación de la etapa \| Clasificación de la etapa \| Clasificación de la etapa \| \| Ciclista \| Ciclista \| Equipo \| Tiempo \| \| \| ------------------------- \| ------------------------- \| ------------------------- \| ------------------------- \| ------------------------- \| \| 1.º \| Phil Bauhaus \| Team Sunweb \| 3 h 02 min 55 s \| \| \| 2.º \| Marcel Kittel \| Katusha-Alpecin \| + 0 s \| \| \| 3.º \| Pascal Ackermann \| Bora-Hansgrohe \| + 0 s \| \| \| 4.º \| Elia Viviani \| Quick-Step Floors \| + 0 s \| \| \| 5.º \| Caleb Ewan \| Mitchelton-Scott \| + 0 s \| \| \| 6.º \| André Greipel \| Lotto-Soudal \| + 0 s \| \| \| 7.º \| Rudy Barbier \| AG2R La Mondiale \| + 0 s \| \| \| 8.º \| Alexander Kristoff \| UAE Team Emirates \| + 0 s \| \| \| 9.º \| Danny van Poppel \| LottoNL-Jumbo \| + 0 s \| \| \| 10.º \| Andrea Guardini \| Bardiani CSF \| + 0 s \| \| |                    |                   |                 |
| |                    |                   |                 |
| |                    |                   |                 |
| Clasificación de la etapa |                    |                   |                 |
| Ciclista | Ciclista           | Equipo            | Tiempo          |
| 1.º | Phil Bauhaus       | Team Sunweb       | 3 h 02 min 55 s |
| 2.º | Marcel Kittel      | Katusha-Alpecin   | + 0 s           |
| 3.º | Pascal Ackermann   | Bora-Hansgrohe    | + 0 s           |
| 4.º | Elia Viviani       | Quick-Step Floors | + 0 s           |
| 5.º | Caleb Ewan         | Mitchelton-Scott  | + 0 s           |
| 6.º | André Greipel      | Lotto-Soudal      | + 0 s           |
| 7.º | Rudy Barbier       | AG2R La Mondiale  | + 0 s           |
| 8.º | Alexander Kristoff | UAE Team Emirates | + 0 s           |
| 9.º | Danny van Poppel   | LottoNL-Jumbo     | + 0 s           |
| 10.º | Andrea Guardini    | Bardiani CSF      | + 0 s           |

| \| Clasificación general \| Clasificación general \| Clasificación general \| Clasificación general \| Clasificación general \| \| Ciclista \| Ciclista \| Equipo \| Tiempo \| \| \| --------------------- \| --------------------- \| --------------------- \| --------------------- \| --------------------- \| \| 1.º \| Elia Viviani \| Quick-Step Floors \| 11 h 06 min 36 s \| \| \| 2.º \| Alexander Kristoff \| UAE Team Emirates \| + 3 s \| \| \| 3.º \| Phil Bauhaus \| Team Sunweb \| + 3 s \| \| \| 4.º \| Pascal Ackermann \| Bora-Hansgrohe \| + 5 s \| \| \| 5.º \| Danny van Poppel \| LottoNL-Jumbo \| + 7 s \| \| \| 6.º \| Marcel Kittel \| Katusha-Alpecin \| + 7 s \| \| \| 7.º \| Caleb Ewan \| Mitchelton-Scott \| + 9 s \| \| \| 8.º \| Alejandro Valverde \| Movistar Team \| + 10 s \| \| \| 9.º \| Toms Skujiņš \| Trek-Segafredo \| + 10 s \| \| \| 10.º \| Alessandro Tonelli \| Bardiani CSF \| + 10 s \| \| |                    |                   |                  |
| |                    |                   |                  |
| |                    |                   |                  |
| Clasificación general |                    |                   |                  |
| Ciclista | Ciclista           | Equipo            | Tiempo           |
| 1.º | Elia Viviani       | Quick-Step Floors | 11 h 06 min 36 s |
| 2.º | Alexander Kristoff | UAE Team Emirates | + 3 s            |
| 3.º | Phil Bauhaus       | Team Sunweb       | + 3 s            |
| 4.º | Pascal Ackermann   | Bora-Hansgrohe    | + 5 s            |
| 5.º | Danny van Poppel   | LottoNL-Jumbo     | + 7 s            |
| 6.º | Marcel Kittel      | Katusha-Alpecin   | + 7 s            |
| 7.º | Caleb Ewan         | Mitchelton-Scott  | + 9 s            |
| 8.º | Alejandro Valverde | Movistar Team     | + 10 s           |
| 9.º | Toms Skujiņš       | Trek-Segafredo    | + 10 s           |
| 10.º | Alessandro Tonelli | Bardiani CSF      | + 10 s           |

### 4.ª etapa
| Al Maryah Island - Al Maryah Island | contrarreloj individual | (12,6 km) |

| \| Clasificación de la etapa \| Clasificación de la etapa \| Clasificación de la etapa \| Clasificación de la etapa \| Clasificación de la etapa \| \| Ciclista \| Ciclista \| Equipo \| Tiempo \| \| \| ------------------------- \| ------------------------- \| ------------------------- \| ------------------------- \| ------------------------- \| \| 1.º \| Rohan Dennis \| BMC Racing Team \| 14 min 21 s \| \| \| 2.º \| Jonathan Castroviejo \| Team Sky \| + 14 s \| \| \| 3.º \| Miles Scotson \| BMC Racing Team \| + 16 s \| \| \| 4.º \| Jos van Emden \| LottoNL-Jumbo \| + 16 s \| \| \| 5.º \| Wilco Kelderman \| Team Sunweb \| + 16 s \| \| \| 6.º \| Brent Bookwalter \| BMC Racing Team \| + 17 s \| \| \| 7.º \| Nikias Arndt \| Team Sunweb \| + 22 s \| \| \| 8.º \| Patrick Bevin \| BMC Racing Team \| + 23 s \| \| \| 9.º \| Alejandro Valverde \| Movistar Team \| + 27 s \| \| \| 10.º \| Alex Dowsett \| Katusha-Alpecin \| + 29 s \| \| |                      |                 |             |
| |                      |                 |             |
| |                      |                 |             |
| Clasificación de la etapa |                      |                 |             |
| Ciclista | Ciclista             | Equipo          | Tiempo      |
| 1.º | Rohan Dennis         | BMC Racing Team | 14 min 21 s |
| 2.º | Jonathan Castroviejo | Team Sky        | + 14 s      |
| 3.º | Miles Scotson        | BMC Racing Team | + 16 s      |
| 4.º | Jos van Emden        | LottoNL-Jumbo   | + 16 s      |
| 5.º | Wilco Kelderman      | Team Sunweb     | + 16 s      |
| 6.º | Brent Bookwalter     | BMC Racing Team | + 17 s      |
| 7.º | Nikias Arndt         | Team Sunweb     | + 22 s      |
| 8.º | Patrick Bevin        | BMC Racing Team | + 23 s      |
| 9.º | Alejandro Valverde   | Movistar Team   | + 27 s      |
| 10.º | Alex Dowsett         | Katusha-Alpecin | + 29 s      |

| \| Clasificación general \| Clasificación general \| Clasificación general \| Clasificación general \| Clasificación general \| \| Ciclista \| Ciclista \| Equipo \| Tiempo \| \| \| --------------------- \| --------------------- \| --------------------- \| --------------------- \| --------------------- \| \| 1.º \| Rohan Dennis \| BMC Racing Team \| 11 h 21 min 10 s \| \| \| 2.º \| Jonathan Castroviejo \| Team Sky \| + 14 s \| \| \| 3.º \| Miles Scotson \| BMC Racing Team \| + 16 s \| \| \| 4.º \| Jos van Emden \| LottoNL-Jumbo \| + 16 s \| \| \| 5.º \| Wilco Kelderman \| Team Sunweb \| + 16 s \| \| \| 6.º \| Brent Bookwalter \| BMC Racing Team \| + 17 s \| \| \| 7.º \| Patrick Bevin \| BMC Racing Team \| + 23 s \| \| \| 8.º \| Alejandro Valverde \| Movistar Team \| + 24 s \| \| \| 9.º \| Tom Dumoulin \| Team Sunweb \| + 31 s \| \| \| 10.º \| Julian Alaphilippe \| Quick-Step Floors \| + 34 s \| \| |                      |                   |                  |
| |                      |                   |                  |
| |                      |                   |                  |
| Clasificación general |                      |                   |                  |
| Ciclista | Ciclista             | Equipo            | Tiempo           |
| 1.º | Rohan Dennis         | BMC Racing Team   | 11 h 21 min 10 s |
| 2.º | Jonathan Castroviejo | Team Sky          | + 14 s           |
| 3.º | Miles Scotson        | BMC Racing Team   | + 16 s           |
| 4.º | Jos van Emden        | LottoNL-Jumbo     | + 16 s           |
| 5.º | Wilco Kelderman      | Team Sunweb       | + 16 s           |
| 6.º | Brent Bookwalter     | BMC Racing Team   | + 17 s           |
| 7.º | Patrick Bevin        | BMC Racing Team   | + 23 s           |
| 8.º | Alejandro Valverde   | Movistar Team     | + 24 s           |
| 9.º | Tom Dumoulin         | Team Sunweb       | + 31 s           |
| 10.º | Julian Alaphilippe   | Quick-Step Floors | + 34 s           |

### 5.ª etapa
| Qasr Al Muwaiji - Jabal Hafit | etapa de media montaña | (199 km) |

| \| Clasificación de la etapa \| Clasificación de la etapa \| Clasificación de la etapa \| Clasificación de la etapa \| Clasificación de la etapa \| \| Ciclista \| Ciclista \| Equipo \| Tiempo \| \| \| ------------------------- \| ------------------------- \| ------------------------- \| ------------------------- \| ------------------------- \| \| 1.º \| Alejandro Valverde \| Movistar Team \| 4 h 38 min 47 s \| \| \| 2.º \| Miguel Ángel López \| Astana \| + 0 s \| \| \| 3.º \| Julian Alaphilippe \| Quick-Step Floors \| + 15 s \| \| \| 4.º \| Rafał Majka \| Bora-Hansgrohe \| + 15 s \| \| \| 5.º \| Wilco Kelderman \| Team Sunweb \| + 15 s \| \| \| 6.º \| Davide Formolo \| Bora-Hansgrohe \| + 37 s \| \| \| 7.º \| Niklas Eg \| Trek-Segafredo \| + 47 s \| \| \| 8.º \| Diego Ulissi \| UAE Team Emirates \| + 55 s \| \| \| 9.º \| Rui Alberto Costa \| UAE Team Emirates \| + 55 s \| \| \| 10.º \| Antwan Tolhoek \| LottoNL-Jumbo \| + 55 s \| \| |                    |                   |                 |
| |                    |                   |                 |
| |                    |                   |                 |
| Clasificación de la etapa |                    |                   |                 |
| Ciclista | Ciclista           | Equipo            | Tiempo          |
| 1.º | Alejandro Valverde | Movistar Team     | 4 h 38 min 47 s |
| 2.º | Miguel Ángel López | Astana            | + 0 s           |
| 3.º | Julian Alaphilippe | Quick-Step Floors | + 15 s          |
| 4.º | Rafał Majka        | Bora-Hansgrohe    | + 15 s          |
| 5.º | Wilco Kelderman    | Team Sunweb       | + 15 s          |
| 6.º | Davide Formolo     | Bora-Hansgrohe    | + 37 s          |
| 7.º | Niklas Eg          | Trek-Segafredo    | + 47 s          |
| 8.º | Diego Ulissi       | UAE Team Emirates | + 55 s          |
| 9.º | Rui Alberto Costa  | UAE Team Emirates | + 55 s          |
| 10.º | Antwan Tolhoek     | LottoNL-Jumbo     | + 55 s          |

## Clasificaciones finales
- Las clasificaciones finalizaron de la siguiente forma:[4]

### Clasificación general
| \| Clasificación general \| Clasificación general \| Clasificación general \| Clasificación general \| Clasificación general \| \| Ciclista \| Ciclista \| Equipo \| Tiempo \| \| \| --------------------- \| --------------------- \| --------------------- \| --------------------- \| --------------------- \| \| 1.º \| Alejandro Valverde \| Movistar Team \| 16 h 00 min 11 s \| \| \| 2.º \| Wilco Kelderman \| Team Sunweb \| + 17 s \| \| \| 3.º \| Miguel Ángel López \| Astana \| + 29 s \| \| \| 4.º \| Julian Alaphilippe \| Quick-Step Floors \| + 31 s \| \| \| 5.º \| Rafał Majka \| Bora-Hansgrohe \| + 45 s \| \| \| 6.º \| Davide Formolo \| Bora-Hansgrohe \| + 1 min 13 s \| \| \| 7.º \| Diego Ulissi \| UAE Team Emirates \| + 1 min 18 s \| \| \| 8.º \| Rui Alberto Costa \| UAE Team Emirates \| + 1 min 28 s \| \| \| 9.º \| Rohan Dennis \| BMC Racing Team \| + 1 min 29 s \| \| \| 10.º \| Emanuel Buchmann \| Bora-Hansgrohe \| + 1 min 37 s \| \| |                    |                   |                  |
| |                    |                   |                  |
| Fuente: ProCyclingStats |                    |                   |                  |
| Clasificación general |                    |                   |                  |
| Ciclista | Ciclista           | Equipo            | Tiempo           |
| 1.º | Alejandro Valverde | Movistar Team     | 16 h 00 min 11 s |
| 2.º | Wilco Kelderman    | Team Sunweb       | + 17 s           |
| 3.º | Miguel Ángel López | Astana            | + 29 s           |
| 4.º | Julian Alaphilippe | Quick-Step Floors | + 31 s           |
| 5.º | Rafał Majka        | Bora-Hansgrohe    | + 45 s           |
| 6.º | Davide Formolo     | Bora-Hansgrohe    | + 1 min 13 s     |
| 7.º | Diego Ulissi       | UAE Team Emirates | + 1 min 18 s     |
| 8.º | Rui Alberto Costa  | UAE Team Emirates | + 1 min 28 s     |
| 9.º | Rohan Dennis       | BMC Racing Team   | + 1 min 29 s     |
| 10.º | Emanuel Buchmann   | Bora-Hansgrohe    | + 1 min 37 s     |

### Clasificación de los puntos
| Clasificación por puntos | Clasificación por puntos | Clasificación por puntos | Clasificación por puntos | Clasificación por puntos |
| Ciclista                 | Ciclista                 | Equipo                   | Puntos                   |                          |
| ------------------------ | ------------------------ | ------------------------ | ------------------------ | ------------------------ |
| 1.º                      | Elia Viviani             | Quick-Step Floors        | 46 pts                   |                          |
| 2.º                      | Alejandro Valverde       | Movistar Team            | 30 pts                   |                          |
| 3.º                      | Alexander Kristoff       | UAE Team Emirates        | 27 pts                   |                          |
| 4.º                      | Caleb Ewan               | Mitchelton-Scott         | 26 pts                   |                          |
| 5.º                      | Phil Bauhaus             | Team Sunweb              | 25 pts                   |                          |
| 6.º                      | Nikolái Trusov           | Gazprom-RusVelo          | 25 pts                   |                          |
| 7.º                      | Rudy Barbier             | AG2R La Mondiale         | 24 pts                   |                          |
| 8.º                      | Pascal Ackermann         | Bora-Hansgrohe           | 24 pts                   |                          |
| 9.º                      | Rohan Dennis             | BMC Racing Team          | 21 pts                   |                          |
| 10.º                     | Danny van Poppel         | LottoNL-Jumbo            | 21 pts                   |                          |

### Clasificación de los jóvenes
| Clasificación del mejor joven | Clasificación del mejor joven | Clasificación del mejor joven | Clasificación del mejor joven | Clasificación del mejor joven |
| Ciclista                      | Ciclista                      | Equipo                        | Tiempo                        |                               |
| ----------------------------- | ----------------------------- | ----------------------------- | ----------------------------- | ----------------------------- |
| 1.º                           | Miguel Ángel López            | Astana                        | 16 h 00 min 40 s              |                               |
| 2.º                           | Antwan Tolhoek                | LottoNL-Jumbo                 | + 1 min 39 s                  |                               |
| 3.º                           | Giulio Ciccone                | Bardiani CSF                  | + 3 min 15 s                  |                               |
| 4.º                           | Pascal Eenkhoorn              | LottoNL-Jumbo                 | + 5 min 12 s                  |                               |
| 5.º                           | Matej Mohorič                 | Bahrain-Merida                | + 5 min 13 s                  |                               |
| 6.º                           | Niklas Eg                     | Trek-Segafredo                | + 5 min 15 s                  |                               |
| 7.º                           | Michael Gogl                  | Trek-Segafredo                | + 5 min 32 s                  |                               |
| 8.º                           | Enric Mas                     | Quick-Step Floors             | + 5 min 52 s                  |                               |
| 9.º                           | Bjorg Lambrecht               | Lotto-Soudal                  | + 6 min 17 s                  |                               |
| 10.º                          | Scott Davies                  | Dimension Data                | + 6 min 51 s                  |                               |

### Clasificación por equipos
| Clasificación por equipos | Clasificación por equipos                | Clasificación por equipos | Clasificación por equipos |
| Equipo                    | Equipo                                   | Tiempo                    |                           |
| ------------------------- | ---------------------------------------- | ------------------------- | ------------------------- |
| 1.º                       | Bora-Hansgrohe                           | 48 h 04 min 08 s          |                           |
| 2.º                       | UAE Team Emirates                        | + 53 s                    |                           |
| 3.º                       | BMC Racing Team                          | + 2 min 29 s              |                           |
| 4.º                       | Movistar Team                            | + 3 min 51 s              |                           |
| 5.º                       | Trek-Segafredo                           | + 4 min 51 s              |                           |
| 6.º                       | EF Education First-Drapac p/b Cannondale | + 5 min 18 s              |                           |
| 7.º                       | AG2R La Mondiale                         | + 5 min 24 s              |                           |
| 8.º                       | Bahrain-Merida                           | + 5 min 53 s              |                           |
| 9.º                       | Astana                                   | + 7 min 34 s              |                           |
| 10.º                      | Team Sunweb                              | + 8 min 10 s              |                           |

## Evolución de las clasificaciones
| Etapa (Vencedor)               | Clasificación general | Clasificación de los puntos | Clasificación de los jóvenes | Clasificación por equipos |
| ------------------------------ | --------------------- | --------------------------- | ---------------------------- | ------------------------- |
| 1.ª etapa (Alexander Kristoff) | Alexander Kristoff    | Alexander Kristoff          | Caleb Ewan                   | Bardiani-CSF              |
| 2.ª etapa (Elia Viviani)       | Elia Viviani          | Elia Viviani                | Danny van Poppel             | Quick-Step Floors         |
| 3.ª etapa (Phil Bauhaus)       | Elia Viviani          | Elia Viviani                | Phil Bauhaus                 | Bahrain Merida            |
| 4.ª etapa (Rohan Dennis)       | Rohan Dennis          | Elia Viviani                | Miles Scotson                | BMC Racing                |
| 5.ª etapa (Alejandro Valverde) | Alejandro Valverde    | Elia Viviani                | Miguel Ángel López           | Bora-Hansgrohe            |
| Final                          | Alejandro Valverde    | Elia Viviani                | Miguel Ángel López           | Bora-Hansgrohe            |

## UCI World Ranking
El Tour de Abu Dhabi otorga puntos para el UCI WorldTour 2018 y el UCI World Ranking, este último para corredores de los equipos en las categorías UCI WorldTeam, Profesional Continental y Equipos Continentales. Las siguientes tablas muestran el baremo de puntuación y 10 los corredores que obtuvieron más puntos:
| Posición              | 1.º | 2.º | 3.º | 4.º | 5.º | 6.º | 7.º | 8.º | 9.º | 10.º | 11.º | 12.º | 13.º | 14.º | 15.º-20.º | 21.º-30.º | 31.º-50.º | 51.º-55.º | 56.º-60.º |
| Clasificación general | 300 | 250 | 215 | 175 | 120 | 115 | 95  | 75  | 60  | 50   | 40   | 35   | 30   | 25   | 20        | 12        | 5         | 2         | 1         |
| Por etapa             | 40  | 15  | 6   |     |     |     |     |     |     |      |      |      |      |      |           |           |           |           |           |
| Líder                 | 6   |     |     |     |     |     |     |     |     |      |      |      |      |      |           |           |           |           |           |

| Clasificación |                    |                   |         |       |       |       |
| Posición      | Ciclista           | Equipo            | General | Etapa | Líder | Total |
| ------------- | ------------------ | ----------------- | ------- | ----- | ----- | ----- |
| 1.º           | Alejandro Valverde | Movistar          | 300     | 40    | -     | 340   |
| 2.º           | Wilco Kelderman    | Sunweb            | 250     | -     | -     | 250   |
| 3.º           | Miguel Ángel López | Astana            | 215     | 15    | -     | 230   |
| 4.º           | Julian Alaphilippe | Quick-Step Floors | 175     | 6     | -     | 181   |
| 5.º           | Rafał Majka        | Bora-Hansgrohe    | 120     | -     | -     | 120   |
| 6.º           | Davide Formolo     | Bora-Hansgrohe    | 115     | -     | -     | 115   |
| 7.º           | Rohan Dennis       | BMC Racing        | 60      | 40    | 6     | 106   |
| 8.º           | Diego Ulissi       | UAE Emirates      | 95      | -     | -     | 95    |
| 9.º           | Rui Costa          | UAE Emirates      | 75      | -     | -     | 75    |
| 10.º          | Elia Viviani       | Quick-Step Floors | -       | 40    | 12    | 52    |